# Dipartimento di Libertador General San Martín (San Luis)
Libertador General San Martín è un dipartimento collocato al centro-nord della provincia argentina di San Luis, con capoluogo San Martín.

## Geografia fisica
Confina a nord con il dipartimento di Junín, a est con il dipartimento di Chacabuco, a sud con il dipartimento di Coronel Pringles e a ovest con il dipartimento di Ayacucho.

## Società

### Evoluzione demografica
Secondo il censimento del 2001, su un territorio di 3.021 km², la popolazione ammontava a 5.189 abitanti, con un decremento del 12,62% rispetto al censimento del 1991.
Abitanti censiti

## Amministrazione
Municipi del dipartimento:
- Las Aguadas
- Las Chacras
- Las Lagunas
- Las Vertientes
- Paso Grande
- San Martín
- Villa de Praga